# Veľký Kriváň
De Veľký Kriváň is een bergtop in de Krivánska Malá Fatra, onderdeel van de bergketen Kleine Fatra. De Veľký Kriváň is bovendien gelegen in het Nationaal Park Malá Fatra. De Veľký Kriváň heeft een hoogte van 1.709 meter is daarmee de hoogste bergpiek van de Kleine Fatra.

## Wandelroutes
De berg is het gemakkelijkst vanuit de berghut Vrátna te bereiken. Hier bevindt zich een stoeltjeslift, die bezoekers naar de bergpas Snilovské sedlo brengt. Van hieruit kan de rode route naar de Veľký Kriváň gevolgd worden. De wandeling duurt circa een half uur à drie kwartier en heeft een verschil in hoogte van slechts 200 meter. Voor wandelaars die geen gebruik willen maken van de stoeltjeslift kan de groene route naar Snilovslé sedlo genomen worden en van daaruit dezelfde rode route volgen naar de piek van de Veľký Kriváň. De wandeling duurt dan circa twee en een half uur.